# 斯坦利·库尔特
斯坦利·库尔特（1853年6月2日—1943年6月26日）是一位美国植物学家，出生于清代的宁波府，父母为在华传教士，哥哥约翰·梅尔·库尔特也为植物学家:471。斯坦利·库尔特毕业于汉诺威学院，1887年进入普渡大学任教，1905年任普渡大学科学学院院长，直到1926年退休。